# Міжсезонний туризм

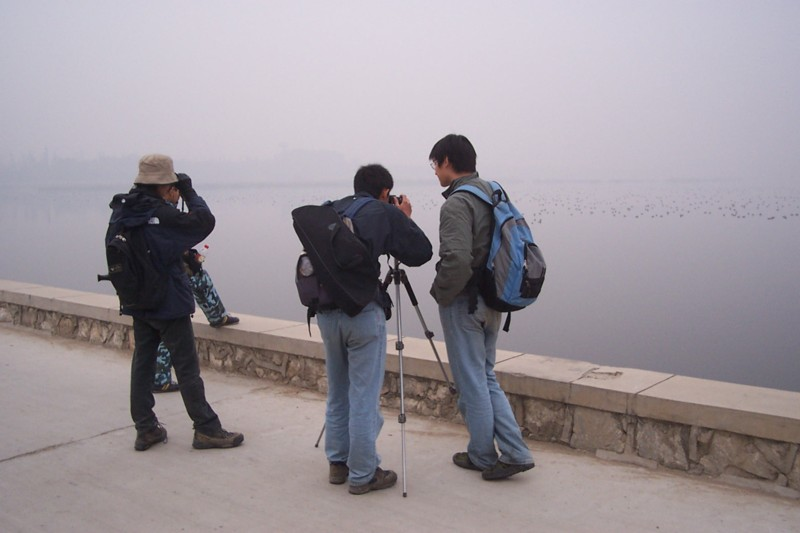
Японські туристи у міжсезоння.

Міжсезонний туризм — це відвідування туристської місцевості у певний час року, що припадає на період між сезонами туристичної активності.
Міжсезонний туризм обирають здебільшого туристи вікової категорії старше 55 років із Західної Європи. У поїздок до моря в міжсезоння є свої умовні мінуси: прохолодне море, не завжди стійка погода, напівпорожні готелі і, як наслідок, відсутність у готелях вечірніх розважальних програм. Плюсами міжсезонного туризму є активний відпочинок, для тих, хто звик самостійно знайомитися з новою країною, хто не боїться дорожніх пригод і не потребує постійної опіки гіда і команди професійних аніматорів (персонал готелю, що відповідає за розважальні заходи). Такий варіант відпочинку має свою принадність. У період міжсезоння море має свій шарм: морське повітря свіже і прозоре, пляжі пусті, і ідеальні для довгих прогулянок. Базовими плюсами міжсезонного туризму є: низька вартість туру, відсутність спеки, відсутність наповнених рекреантами пляжів та втомлених від туристів гідів, нема накладок з наявністю вільних місць та нескінченним очікуванням офіціанта в переповненому ресторані.

## Джерело
- Сучасні різновиди туризму: навч. посіб. / М. П. Кляп, Ф. Ф. Шандор. — К. : Знання, 2011. — 334 с. — (Вища освіта XXI століття). Рекомендовано Міністерством освіти і науки, молоді та спорту України (лист №N 1/11-4223 від 26.05.11) ISBN 978-966-346-854-9 (серія) ISBN 978-966-346-730-6 (С.?)